# Associazione Sportiva Roma 1996-1997
Questa voce raccoglie le informazioni riguardanti l'Associazione Sportiva Roma nelle competizioni ufficiali della stagione 1996-1997.

## Stagione
Per l'annata 1996-1997 Carlo Mazzone viene sostituito dall'argentino Carlos Bianchi, vincitore della Coppa Intercontinentale 1994 con il Vélez Sarsfield. La stagione si rivela tuttavia fallimentare, e dopo la sconfitta del 6 aprile contro il Cagliari, Bianchi viene rimpiazzato da Liedholm: l'allenatore svedese conduce i capitolini alla salvezza con il dodicesimo posto finale, in coabitazione con il Napoli, a soli quattro punti dalla zona retrocessione. Le cose non vanno meglio in Coppa Italia, con i giallorossi precocemente eliminati dal Cesena, e in Coppa UEFA contro il non irresistibile Karlsruhe.

## Divise e sponsor

Aldair in azione con la seconda divisa bianca

Lo sponsor tecnico è Asics, lo sponsor ufficiale è INA Assitalia.
La prima divisa è costituita da maglia rossa con colletto a polo, pantaloncini rossi e calzettoni rossi, tutti e tre presentanti decorazioni arancioni. In trasferta i Lupi usano una costituita da maglia bianca con colletto a polo rosso, pantaloncini bianchi, calzettoni bianchi bordati di rosso. Come terza divisa viene usato un kit costituito dallo stesso template della away, con l'arancione al posto del bianco. I portieri usano tre divise: la prima da maglia nera con decorazioni bianche, grigie, gialle e arancioni, pantaloncini e calzettoni neri, la seconda da maglia nera e blu, pantaloncini e calzettoni neri, la terza da maglia gialla con decorazioni nere e blu, abbinata a stessi calzettoni e pantaloncini.
| Casa | Trasferta | Terza divisa | 1ª portiere | 2ª portiere | 3ª portiere |

## Organigramma societario
Di seguito l'organigramma societario.
Area direttiva
- Presidente: Franco Sensi
- Vicepresidente e amministratore delegato: Ciro Di Martino
- Team Manager: Antonio Tempestilli
- Coordinatore settore giovanile e direttore sportivo: Giorgio Perinetti

Area sanitaria
- Medico sociale: Ernesto Alicicco
- Massaggiatori: Silio Musa, Giorgio Rossi e Carlo Zazza

Area tecnica
- Direttore tecnico: Carlos Bianchi, poi dal 7 aprile Nils Liedholm
- Allenatore: Sergio Santarini, poi dal 7 aprile Ezio Sella
- Allenatore in 2ª: Carlos Ischia
- Preparatore dei portieri: Franco Tancredi
- Allenatore Primavera: Ezio Sella
- Preparatore atletico: Julio Santella

## Rosa

Amedeo Carboni, capitano romanista in questa stagione.

Di seguito la rosa.
| N. |                      | Ruolo | Calciatore                |
| -- | -------------------- | ----- | ------------------------- |
| 1  | Italia (bandiera)    | P     | Giovanni Cervone          |
| 2  | Argentina (bandiera) | D     | Roberto Trotta            |
| 3  | Italia (bandiera)    | D     | Marco Lanna               |
| 4  | Italia (bandiera)    | D     | Enrico Annoni             |
| 5  | Svezia (bandiera)    | C     | Jonas Thern               |
| 6  | Brasile (bandiera)   | D     | Aldair                    |
| 7  | Italia (bandiera)    | C     | Francesco Moriero         |
| 8  | Italia (bandiera)    | C     | Francesco Statuto         |
| 9  | Argentina (bandiera) | A     | Abel Balbo                |
| 10 | Uruguay (bandiera)   | A     | Daniel Fonseca            |
| 11 | Italia (bandiera)    | C     | Amedeo Carboni (capitano) |
| 12 | Italia (bandiera)    | P     | Giorgio Sterchele         |
| 13 | Italia (bandiera)    | D     | Fabio Petruzzi            |
| 14 | Italia (bandiera)    | C     | Daniele Berretta          |
| 15 | Italia (bandiera)    | C     | Luigi Di Biagio           |
| 16 | Svezia (bandiera)    | A     | Martin Dahlin             |

| N. |                    | Ruolo | Calciatore            |
| -- | ------------------ | ----- | --------------------- |
| 17 | Italia (bandiera)  | A     | Francesco Totti       |
| 18 | Italia (bandiera)  | C     | Damiano Tommasi       |
| 19 | Italia (bandiera)  | C     | Massimiliano Cappioli |
| 20 | Italia (bandiera)  | D     | Gabriele Grossi       |
| 21 | Italia (bandiera)  | C     | Antonino Bernardini   |
| 22 | Italia (bandiera)  | P     | Giampaolo Di Magno    |
| 23 | Grecia (bandiera)  | A     | Lampros Choutos       |
| 24 | Italia (bandiera)  | A     | Marco Delvecchio      |
| 25 | Italia (bandiera)  | D     | Lorenzo Stovini       |
| 26 | Italia (bandiera)  | P     | Gianluca Berti        |
| 27 | Italia (bandiera)  | D     | Matteo Pivotto        |
| 28 | Italia (bandiera)  | C     | Fabrizio Romondini    |
| 29 | Italia (bandiera)  | C     | Daniele Conti (II)    |
| 30 | Italia (bandiera)  | A     | Andrea Conti (I)      |
| 31 | Russia (bandiera)  | D     | Omari Tetradze        |
| 32 | Francia (bandiera) | D     | Vincent Candela       |

## Calciomercato
Di seguito il calciomercato.
| Acquisti | Acquisti            | Acquisti            | Acquisti              |
| R.       | Nome                | da                  | Modalità              |
| -------- | ------------------- | ------------------- | --------------------- |
| P        | Gianluca Berti      | Genoa               | definitivo (gratuito) |
| D        | Vincent Candela     | Guingamp            | definitivo            |
| D        | Omari Tetradze      | Alanija Vladikavkaz | definitivo (gratuito) |
| D        | Roberto Trotta      | Vélez Sarsfield     | definitivo            |
| D        | Matteo Pivotto      | Carpi               | definitivo            |
| C        | Damiano Tommasi     | Verona              | definitivo            |
| C        | Antonino Bernardini | Torino              | definitivo            |
| C        | Mark Edusei         | Hapoel Petah Tiqwa  | definitivo            |
| A        | Martin Dahlin       | Borussia M'gladbach | definitivo            |

| Cessioni | Cessioni              | Cessioni            | Cessioni         |
| R.       | Nome                  | a                   | Modalità         |
| -------- | --------------------- | ------------------- | ---------------- |
| P        | Giorgio Sterchele     | Cagliari            | definitivo       |
| D        | Andrea Cupi           | Lodigiani           | definitivo       |
| D        | Gianluca Cherubini    | Reggiana            | definitivo       |
| D        | Roberto Trotta        | River Plate         | definitivo       |
| C        | Massimiliano Cappioli | Udinese             | definitivo       |
| D        | Gabriele Grossi       | Reggiana            | definitivo       |
| C        | Giuseppe Giannini     | Sturm Graz          | definitivo       |
| C        | Alessio Scarchilli    | Torino              | definitivo       |
| C        | Daniele Berretta      | Cagliari            | definitivo       |
| C        | Mark Edusei           | Lecce               | definitivo       |
| A        | Martin Dahlin         | Borussia M'gladbach | prestito oneroso |

## Risultati

### Serie A

#### Girone di andata
| Arbitro: | Bettin (Padova) |

|                                  |           |                  |
| Aldair 13’ Balbo 38’ Fonseca 73’ | Marcatori | 50’ (rig.) Luiso |

| Arbitro: | Collina (Viareggio) |

|  |           |                       |
|  | Marcatori | 32’ Fonseca 65’ Balbo |

| Arbitro: | Messina (Bergamo) |

|           |           |                                                    |
| Balbo 54’ | Marcatori | 64’ (aut.) Aldair 73’, 90’ Montella 88’ R. Mancini |

| Arbitro: | Braschi (Prato) |

|              |           |            |
| Valencia 78’ | Marcatori | 6’ Tommasi |

| Arbitro: | Pairetto (Nichelino) |

|                                  |           |  |
| Totti 13’ Cappioli 19’ Balbo 90’ | Marcatori |  |

| Arbitro: | Farina (Novi Ligure) |

|                          |           |                |
| Giunta 31’ Orlandini 81’ | Marcatori | 51’ Delvecchio |

| Arbitro: | Bazzoli (Merano) |

|                |           |              |
| Delvecchio 90’ | Marcatori | 60’ Padovano |

| Arbitro: | Borriello (Mantova) |

|                                             |           |                              |
| Kolyvanov 41’ Marocchi 54’ P. Bresciani 78’ | Marcatori | 64’ (rig.), 86’ (rig.) Balbo |

| Arbitro: | Pellegrino (Barcellona Pozzo di Gotto) |

|                                     |           |               |
| Di Biagio 32’ Balbo 58’ (rig.), 80’ | Marcatori | 71’ Banchelli |

| Parma 24 novembre 1996 10ª giornata | Parma                                  | 0 – 0 referto | Roma | Stadio Ennio Tardini\| Arbitro: \| Pellegrino (Barcellona Pozzo di Gotto) \| |
| Arbitro:                            | Pellegrino (Barcellona Pozzo di Gotto) |               |      |                                                                              |

| Arbitro: | Collina (Viareggio) |

|                                           |           |                                  |
| Balbo 15’ (rig.) Delvecchio 72’ Totti 87’ | Marcatori | 22’ Rui Costa 31’, 75’ Batistuta |

| Roma 8 dicembre 1996 12ª giornata | Lazio                | 0 – 0 referto | Roma | Stadio Olimpico\| Arbitro: \| Pairetto (Nichelino) \| |
| Arbitro:                          | Pairetto (Nichelino) |               |      |                                                       |

| Arbitro: | Braschi (Prato) |

|            |           |  |
| Aldair 78’ | Marcatori |  |

| Arbitro: | Bolognino (Milano) |

|  |           |                                 |
|  | Marcatori | 30’ (aut.) Lanna 36’ F. Inzaghi |

| Arbitro: | Cesari (Genova) |

|                                  |           |                |
| Ganz 11’ Djorkaeff 39’ Fresi 69’ | Marcatori | 48’ Delvecchio |

| Arbitro: | Racalbuto (Gallarate) |

|                                             |           |            |
| Balbo 26’ (rig.), 86’ Moriero 45’ Thern 68’ | Marcatori | 36’ Rapaić |

| Arbitro: | Tombolini (Ancona) |

|           |           |  |
| Poggi 90’ | Marcatori |  |

#### Girone di ritorno
| Piacenza 26 gennaio 1997 18ª giornata | Piacenza        | 0 – 0 referto | Roma | Stadio Leonardo Garilli\| Arbitro: \| Bettin (Padova) \| |
| Arbitro:                              | Bettin (Padova) |               |      |                                                          |

| Arbitro: | Pellegrino (Barcellona Pozzo di Gotto) |

|               |           |  |
| Balbo 7’, 86’ | Marcatori |  |

| Arbitro: | Boggi (Salerno) |

|              |           |                       |
| Montella 74’ | Marcatori | 45’ Moriero 58’ Balbo |

| Arbitro: | Bonfrisco (Monza) |

|                     |           |                                    |
| Moriero 3’ Totti 9’ | Marcatori | 65’ Simutenkov 90’ (aut.) Tetradze |

| Arbitro: | Treossi (Forlì) |

|                |           |             |
| Vierchowod 65’ | Marcatori | 75’ Fonseca |

| Arbitro: | Lana (Torino) |

|                                         |           |                                        |
| Di Biagio 3’ Candela 44’, 89’ Totti 45’ | Marcatori | 32’ Maniero 36’ Caverzan 61’ Orlandini |

| Arbitro: | Cesari (Genova) |

|                                  |           |  |
| C. Vieri 28’, 44’ N. Amoruso 85’ | Marcatori |  |

| Arbitro: | Bettin (Padova) |

|             |           |               |
| Fonseca 74’ | Marcatori | 55’ Schenardi |

| Arbitro: | Bazzoli (Merano) |

|                        |           |                |
| Tovalieri 6’ Silva 45’ | Marcatori | 24’ A. Carboni |

| Arbitro: | Braschi (Prato) |

|  |           |            |
|  | Marcatori | 44’ Crespo |

| Arbitro: | Farina (Novi Ligure) |

|                                 |           |           |
| Robbiati 7’ Petruzzi 36’ (aut.) | Marcatori | 77’ Balbo |

| Arbitro: | Boggi (Salerno) |

|           |           |            |
| Balbo 35’ | Marcatori | 90’ Protti |

| Arbitro: | Pellegrino (Barcellona Pozzo di Gotto) |

|            |           |  |
| Caccia 32’ | Marcatori |  |

| Arbitro: | Rodomonti (Teramo) |

|  |           |                                             |
|  | Marcatori | 17’ Di Biagio 22’ Balbo 61’ Totti 78’ Thern |

| Arbitro: | Treossi (Forlì) |

|             |           |               |
| Statuto 55’ | Marcatori | 83’ Djorkaeff |

| Arbitro: | Messina (Bergamo) |

|                      |           |  |
| Rapaić 25’ Negri 61’ | Marcatori |  |

| Arbitro: | Pairetto (Nichelino) |

|  |           |                                |
|  | Marcatori | 42’ Poggi 45’ Bierhoff 87’ Bia |

### Coppa Italia
| Arbitro: | Cesari (Genova) |

|                                    |           |                    |
| Hübner 3’ (rig.), 87’ Agostini 74’ | Marcatori | 63’ (rig.) Fonseca |

### Coppa UEFA
| Arbitro: | Sars |

|                                    |           |  |
| Tommasi 7’ Fonseca 18’, 42’ (rig.) | Marcatori |  |

| Arbitro: | Vágner |

|                    |           |                                             |
| Kobelev 18’ (rig.) | Marcatori | 45’ (rig.) Fonseca 71’ Tommasi 76’ Berretta |

| Arbitro: | Monteiro Coroado |

|                          |           |  |
| Fink 44’, 75’ Dundee 58’ | Marcatori |  |

| Arbitro: | Meier |

|                |           |            |
| Balbo 21’, 27’ | Marcatori | 83’ Keller |

## Statistiche
Di seguito le statistiche di squadra.

### Statistiche di squadra
| Competizione | Punti | In casa | In casa | In casa | In casa | In casa | In casa | In trasferta | In trasferta | In trasferta | In trasferta | In trasferta | In trasferta | Totale | Totale | Totale | Totale | Totale | Totale | DR |
| Competizione | Punti | G       | V       | N       | P       | Gf      | Gs      | G            | V            | N            | P            | Gf           | Gs           | G      | V      | N      | P      | Gf     | Gs     | DR |
| ------------ | ----- | ------- | ------- | ------- | ------- | ------- | ------- | ------------ | ------------ | ------------ | ------------ | ------------ | ------------ | ------ | ------ | ------ | ------ | ------ | ------ | -- |
| Serie A      | 41    | 17      | 7       | 6       | 4       | 30      | 25      | 17           | 3            | 5            | 9            | 16           | 22           | 34     | 10     | 11     | 13     | 46     | 47     | -1 |
| Coppa Italia | -     | -       | -       | -       | -       | -       | -       | 1            | 0            | 0            | 1            | 1            | 3            | 1      | 0      | 0      | 1      | 1      | 3      | -2 |
| Coppa UEFA   | -     | 2       | 2       | 0       | 0       | 5       | 1       | 2            | 1            | 0            | 1            | 3            | 4            | 4      | 3      | 0      | 1      | 8      | 5      | +3 |
| Totale       | -     | 19      | 9       | 6       | 4       | 35      | 26      | 20           | 4            | 5            | 11           | 20           | 29           | 39     | 13     | 11     | 15     | 55     | 55     | 0  |

### Andamento in campionato
| Giornata  | 1 | 2 | 3 | 4 | 5 | 6 | 7 | 8  | 9 | 10 | 11 | 12 | 13 | 14 | 15 | 16 | 17 | 18 | 19 | 20 | 21 | 22 | 23 | 24 | 25 | 26 | 27 | 28 | 29 | 30 | 31 | 32 | 33 | 34 |
| --------- | - | - | - | - | - | - | - | -- | - | -- | -- | -- | -- | -- | -- | -- | -- | -- | -- | -- | -- | -- | -- | -- | -- | -- | -- | -- | -- | -- | -- | -- | -- | -- |
| Luogo     | C | T | C | T | C | T | C | T  | C | T  | C  | T  | C  | C  | T  | C  | T  | T  | C  | T  | C  | T  | C  | T  | C  | T  | C  | T  | C  | T  | T  | C  | T  | C  |
| Risultato | V | V | P | N | V | P | N | P  | V | N  | N  | N  | V  | P  | P  | V  | P  | N  | V  | V  | N  | N  | V  | P  | N  | P  | P  | P  | N  | P  | V  | N  | P  | P  |
| Posizione | 4 | 1 | 8 | 6 | 2 | 4 | 6 | 11 | 7 | 7  | 7  | 8  | 6  | 9  | 11 | 8  | 11 | 11 | 10 | 8  | 6  | 6  | 5  | 7  | 8  | 7  | 10 | 12 | 12 | 12 | 10 | 10 | 11 | 12 |

Fonte:  Italy » Serie A 1996/1997 » Results & Tables, su worldfootball.net.
Legenda:

Luogo: C = Casa; T = Trasferta. Risultato: V = Vittoria; N = Pareggio; P = Sconfitta.

### Statistiche dei giocatori
Di seguito le statistiche dei giocatori.
| Giocatore     | Serie A  | Serie A | Serie A     | Serie A    | Coppa Italia | Coppa Italia | Coppa Italia | Coppa Italia | Coppa UEFA | Coppa UEFA | Coppa UEFA  | Coppa UEFA | Totale   | Totale | Totale      | Totale     |
| Giocatore     | Presenze | Reti    | Ammonizioni | Espulsioni | Presenze     | Reti         | Ammonizioni  | Espulsioni   | Presenze   | Reti       | Ammonizioni | Espulsioni | Presenze | Reti   | Ammonizioni | Espulsioni |
| ------------- | -------- | ------- | ----------- | ---------- | ------------ | ------------ | ------------ | ------------ | ---------- | ---------- | ----------- | ---------- | -------- | ------ | ----------- | ---------- |
| Aldair        | 32       | 2       | ?           | ?          | -            | -            | -            | -            | 4          | 0          | ?           | ?          | 36       | 2      | 0+          | 0+         |
| E. Annoni     | 12       | 0       | ?           | ?          | 1            | 0            | ?            | ?            | 3          | 0          | ?           | ?          | 16       | 0      | ?           | ?          |
| A. Balbo      | 30       | 17      | ?           | ?          | -            | -            | -            | -            | 4          | 2          | ?           | ?          | 34       | 19     | 0+          | 0+         |
| A. Bernardini | 16       | 0       | ?           | ?          | -            | -            | -            | -            | 2          | 0          | ?           | ?          | 18       | 0      | 0+          | 0+         |
| D. Berretta   | 2        | 0       | ?           | ?          | -            | -            | -            | -            | 3          | 1          | ?           | ?          | 5        | 1      | 0+          | 0+         |
| G. Berti      | 3        | -3      | ?           | ?          | -            | -            | -            | -            | -          | -          | -           | -          | 3        | -3     | 0+          | 0+         |
| V. Candela    | 15       | 2       | ?           | ?          | -            | -            | -            | -            | -          | -          | -           | -          | 15       | 2      | 0+          | 0+         |
| M. Cappioli   | 4        | 1       | ?           | ?          | 1            | 0            | ?            | ?            | 2          | 0          | ?           | ?          | 7        | 1      | ?           | ?          |
| A. Carboni    | 23       | 1       | ?           | ?          | -            | -            | -            | -            | 1          | 0          | ?           | ?          | 24       | 1      | 0+          | 0+         |
| G. Cervone    | 15       | -19     | ?           | ?          | -            | -            | -            | -            | -          | -          | -           | -          | 15       | -19    | 0+          | 0+         |
| A. Conti (I)  | 2        | 0       | ?           | ?          | -            | -            | -            | -            | -          | -          | -           | -          | 2        | 0      | 0+          | 0+         |
| D. Conti (II) | 1        | 0       | ?           | ?          | -            | -            | -            | -            | -          | -          | -           | -          | 1        | 0      | 0+          | 0+         |
| M. Dahlin     | 3        | 0       | ?           | ?          | 1            | 0            | ?            | ?            | -          | -          | -           | -          | 4        | 0      | 0+          | 0+         |
| M. Delvecchio | 27       | 4       | ?           | ?          | 1            | 0            | ?            | ?            | 2          | 0          | ?           | ?          | 30       | 4      | ?           | ?          |
| L. Di Biagio  | 27       | 3       | ?           | ?          | 1            | 0            | ?            | ?            | 4          | 0          | ?           | ?          | 32       | 3      | ?           | ?          |
| G. Di Magno   | 1        | -3      | ?           | ?          | -            | -            | -            | -            | -          | -          | -           | -          | 1        | -3     | 0+          | 0+         |
| D. Fonseca    | 16       | 4       | ?           | ?          | 1            | 1            | ?            | ?            | 4          | 3          | ?           | ?          | 21       | 8      | ?           | ?          |
| G. Grossi     | -        | -       | -           | -          | -            | -            | -            | -            | 2          | 0          | ?           | ?          | 2        | 0      | 0+          | 0+         |
| M. Lanna      | 24       | 0       | ?           | ?          | 1            | 0            | ?            | ?            | 4          | 0          | ?           | ?          | 29       | 0      | ?           | ?          |
| F. Moriero    | 21       | 3       | ?           | ?          | 1            | 0            | ?            | ?            | -          | -          | -           | -          | 22       | 3      | 0+          | 0+         |
| F. Petruzzi   | 28       | 0       | ?           | ?          | 1            | 0            | ?            | ?            | 1          | 0          | ?           | ?          | 30       | 0      | ?           | ?          |
| M. Pivotto    | 13       | 0       | ?           | ?          | -            | -            | -            | -            | -          | -          | -           | -          | 13       | 0      | 0+          | 0+         |
| F. Romondini  | 2        | 0       | ?           | ?          | -            | -            | -            | -            | -          | -          | -           | -          | 2        | 0      | 0+          | 0+         |
| F. Statuto    | 23       | 1       | ?           | ?          | 1            | 0            | ?            | ?            | 1          | 0          | ?           | ?          | 25       | 1      | ?           | ?          |
| G. Sterchele  | 16       | -22     | ?           | ?          | 1            | -3           | ?            | ?            | 4          | -5         | ?           | ?          | 21       | -30    | ?           | ?          |
| O. Tetradze   | 8        | 0       | ?           | ?          | -            | -            | -            | -            | -          | -          | -           | -          | 8        | 0      | 0+          | 0+         |
| J. Thern      | 25       | 2       | ?           | ?          | 1            | 0            | ?            | ?            | 2          | 0          | ?           | ?          | 28       | 2      | ?           | ?          |
| D. Tommasi    | 30       | 1       | ?           | ?          | -            | -            | -            | -            | 4          | 2          | ?           | ?          | 34       | 3      | 0+          | 0+         |
| F. Totti      | 26       | 5       | ?           | ?          | 1            | 0            | ?            | ?            | 3          | 0          | ?           | ?          | 30       | 5      | ?           | ?          |
| R. Trotta     | 6        | 0       | ?           | ?          | 1            | 0            | ?            | ?            | 3          | 0          | ?           | ?          | 10       | 0      | ?           | ?          |